# Эвай (река)
Эвай — река на острове Сахалин. Протекает по Ногликскому району. Длина реки — 117 км. Площадь водосборного бассейна — 578 км².
Начинается к югу от одноименной горы. Течёт в общем восточном направлении через лиственничную тайгу. Ширина реки в низовьях — 19 метров, глубина — 2 метра; пересекается автомобильной и железной дорогами Ноглики-Оха. Впадает в южную оконечность залива Чайво.
По данным государственного водного реестра России относится к Амурскому бассейновому округу. Код водного объекта — 20050000212118300000654.

## Притоки
Объекты перечислены по порядку от устья к истоку.
- 43 км: Кактай
- 75 км: Малый Эвай
- 85 км: Узловой
- 98 км: Валькирия